# NK Trešnjevka Zagreb
El Nogometni Klub Trešnjevka o NK Trešnjevka Zagreb és un club de futbol croat de la ciutat de Zagreb.

## Història
El club va néixer el 1926 amb el nom Panonija i des de 1929 s'anomena Trešnjevka. Ascendí a la primera divisió iugoslava per primer cop el 1963, on jugà 3 temporades.

## Participacions en competicions europees
| Temporada | Torneig       | Ronda | País     | Club       | Marcadors |
| --------- | ------------- | ----- | -------- | ---------- | --------- |
| 1963-64   | Copa de Fires | 1     | Portugal | Belenenses | 0-2, 1-2  |